# Sciophila thoracica
Sciophila thoracica är en tvåvingeart som beskrevs av Philippi 1865. Sciophila thoracica ingår i släktet Sciophila och familjen svampmyggor. Inga underarter finns listade i Catalogue of Life.